# Episodi di Carabinieri (seconda stagione)
La seconda stagione della serie televisiva Carabinieri, formata da 24 episodi, è stata trasmessa in prima visione assoluta su Canale 5 dall'11 marzo al 27 maggio 2003 per due episodi a settimana.
| nº | Titolo                  | Prima TV Italia |
| -- | ----------------------- | --------------- |
| 1  | La donna scomparsa      | 11 marzo 2003   |
| 2  | Senza ricetta           | 11 marzo 2003   |
| 3  | Omissione di soccorso   | 18 marzo 2003   |
| 4  | Corto circuito          | 18 marzo 2003   |
| 5  | Caccia grossa           | 25 marzo 2003   |
| 6  | Una partita importante  | 25 marzo 2003   |
| 7  | Fantasmi del passato    | 1º aprile 2003  |
| 8  | La resa di conti        | 1º aprile 2003  |
| 9  | Cuori solitari          | 8 aprile 2003   |
| 10 | Senso di colpa          | 8 aprile 2003   |
| 11 | Un'espressione luminosa | 15 aprile 2003  |
| 12 | Lo scontro              | 15 aprile 2003  |
| 13 | Regalo pericoloso       | 21 aprile 2003  |
| 14 | Nuovi arrivi            | 21 aprile 2003  |
| 15 | Protezione pentiti      | 29 aprile 2003  |
| 16 | L'arresto               | 29 aprile 2003  |
| 17 | Posta in arrivo         | 6 maggio 2003   |
| 18 | Appuntamenti            | 6 maggio 2003   |
| 19 | La fuga                 | 12 maggio 2003  |
| 20 | Sotto shock             | 12 maggio 2003  |
| 21 | Lesioni permanenti      | 20 maggio 2003  |
| 22 | Un possibile spiraglio  | 20 maggio 2003  |
| 23 | Il momento della verità | 27 maggio 2003  |
| 24 | Luogotenente            | 27 maggio 2003  |

## La donna scomparsa
- Diretto da: Raffaele Mertes ed Elisabetta Marchetti
- Scritto da: Roberta Colombo (soggetto), Marina Garroni (soggetto), Massimo Melloni (soggetto) e Luigi Spagnol

### Trama
Paola Vitali, ritornata da un'importante missione, viene convocata dal Capitano Ranieri nell'ufficio del Maresciallo Capello. Le viene riconosciuta una promozione presso l'ufficio cerimonie dell'arma a Roma. Tale occasione viene interpretata da Paola come una punizione perciò si arrabbia e si allontana. Capello lamenta la perdita di un elemento molto valido (Paola), ma il capitano rassicura l'imminente trasferimento di un altro validissimo uomo, il brigadiere Luigi Testa. Fin dal suo arrivo (avvenuto in giornata), viene considerato come il sostituto di Paola, anche se è stato trasferito soltanto per incompatibilità ambientale. Nel mentre, in caserma arriva il signor Storti che denuncia la scomparsa di sua moglie. Arrivato a casa in nottata dal lavoro, ha infatti riscontrato tracce che dimostrano la mancanza della donna almeno dal pomeriggio precedente, e anche il figlio conferma di non averla vista la sera prima al suo ritorno. Andrea e Paola cominciano così ad indagare. Si scopre così che la donna era stata testimone di un pestaggio nel quale proprio suo figlio e un altro uomo erano artefici. Per questo motivo Marcello, figlio di Anita Storti, l'aveva condotta in automobile presso la villa di una famiglia straniera presso la quale lei faceva le pulizie per salvarla dall'altro uomo che avrebbe voluto farla fuori, onde evitare che raccontasse in giro quanto visto. Per fortuna sia Marcello che il complice del pestaggio sono stati fermati e arrestati. Nel frattempo al bar Pippo un uomo dopo aver preso una pastiglia sviene e viene condotto all'ospedale. Dall'analisi delle pastiglie si scopre che contenevano gli stessi componenti del Viagra.
- Altri interpreti: Laura Alfonsi, Gianfranco Amato, Tiziana Capodieci, Mario Caporaso, Michele Carli, Giorgio Colangeli, Francesca Corba, Ilaria Falini, Daniele Falleri, Michetta Farinelli, Alessandro Prete, Carlo Ragonese, Ranieri Simoni, Manuela Ungaro, Valeria Vix

## Senza ricetta
- Diretto da: Raffaele Mertes ed Elisabetta Marchetti
- Scritto da: Marina Garroni (soggetto), Massimo Melloni (soggetto) e Carlo Mazzotta

### Trama
Dopo la nottata passata in ospedale il signor Pacciaroni viene convocato in caserma e dichiara che le pastiglie da lui assunte la sera prima gli erano state date, ovviamente senza ricetta, presso un locale a luci rosse da una ragazza. Le stesse identiche pastiglie erano state trovate giorni prima in una borsa ritrovata per strada appartenente ad una ragazza di nome Lucy che lavora proprio presso lo stesso locale. Andrea si reca quindi al locale per cercarla, l'avvicina e riesce anche a farsi dare un appuntamento, ma proprio nel momento in cui esce dal locale scappa e il maresciallo, nell'atto di correrle dietro, viene colpito alla nuca e stordito. A ritrovarlo steso a terra sarà Paola che già da giorni sembra essere la sua personale infermiera vista la brutta influenza che lo ha colpito. Nella notte Testa e Romanò, con l'aiuto di Giovanni, trovano il corpo di una donna investita poco prima da un'auto sportiva. Si tratta di Maria Serra, una giovane studentessa, che entra subito in coma. Andata in ospedale per il caso della ragazza, Paola riesce anche a farsi dare da Gioia la ricetta per le medicine di Andrea. Andata per comprarle, conosce Francesco il farmacista, che le parla delle sigarette alla menta, le stesse trovate fuori dal locale dove Ferri era stato aggredito, e indica il fornitore appena passato presso la farmacia. Con il parere di Andrea rimane nei paraggi per tenerlo d'occhio anche se l'attività preferita dal maresciallo sembra essere quella di prenderla in giro per le attenzioni che il giovane farmacista le dimostra. Proprio dal pedinamento del fornitore viene fuori il giro nero di quelle pastiglie a partire dal laboratorio segreto per la loro fabbricazione fino al giro presso molti pub e discoteche di mezza Italia. Si continua però ad investigare per il caso dell'omissione di soccorso e si scopre che la macchina appartiene ad un certo Pertini, guardia notturna, che però ne denuncia il furto per quella notte, visto il suo alibi ben confermato che lo vede altrove nel momento del reato.
- Altri interpreti: Giusy Valentina Consoli, Pietro De Silva, Giovanni Fiorani, Valentina Holtkamp, Juana Jimenez, Valeria Marchetti, Dino Ruggiero, Mireno Scali, Ranieri Simoni, Rosanna Susini, Valeria Vix, Raffaello Zanieri, Giuseppe Zeno

## Omissione di soccorso
- Diretto da: Raffaele Mertes ed Elisabetta Marchetti
- Scritto da: Miranda Pisione

### Trama
Le condizioni della ragazza non sono ancora mutate e, mentre lei è in coma, si indaga su chi può aver fatto una cosa del genere. Presso l'ufficio dove lavorava non sanno dire altro se non che era molto riservata, ma diligente sul lavoro mentre la sua migliore amica, con la quale conviveva, racconta che a casa manca la sua borsa e si cerca di ritrovare almeno quella, visto che non è stata rinvenuta sul luogo dell'incidente. Paola e Andrea si recano sul posto e non si capisce come il maresciallo viene convinto a calarsi in un tombino all'interno del quale potrebbe essere finita la borsa, visto che quella sera il tombino era aperto. Nel momento stesso in cui Andrea è calato a Paola suona il cellulare: è Francesco. Nonostante la situazione precaria lei risponde e nel momento in cui l'uomo dichiara che a lasciargli il suo numero è stato proprio Ferri quasi lo lascia cadere nel tombino. I due finiscono così per litigare e la situazione finisce con Paola che richiama il farmacista per fissare un appuntamento con lui la sera dopo. 
Nello stesso momento in caserma si festeggia il ritorno di Leo, anche se il maresciallo Capello sembra essere più stressato che felice della sua presenza, visto il coinvolgimento sentimentale di sua figlia Gioia con il giovane carabiniere. Maria per fortuna si risveglia dal coma, ma ancora non si capisce chi possa averla investita. La situazione si sblocca nel momento in cui si scopre che il fidanzato della ragazza non è in Italia da 4 mesi e non può quindi essere stato lui a metterla incinta. I carabinieri decidono così di pedinarla all'uscita dell'ospedale e si scopre a sorpresa che il suo amante era proprio il suo titolare e che ad investirla era stato proprio lui dopo aver saputo che non intendeva abortire. 
Arriva la sera e l'appuntamento tra Paola e Francesco salta per problemi in caserma, ma la ragazza si rende conto che più che spostare vorrebbe annullare l'appuntamento che ha accettato solo per l'enfasi della litigata con Ferri. Cerca di parlare al farmacista che però si fa sempre più insistente allora opta per sistemi più radicali. Uscita a cena con i colleghi per festeggiare la risoluzione del caso di Maria, Paola vede Francesco nello stesso locale e chiede ad Andrea di baciarla.
- Altri interpreti: Rina Baroni, Sante Bini, Marco Di Stefano, Pietro De Silva, Edoardo Fanone, Francesca Gamba, Valentina Holtkamp, Fanny La Monica, Yuliya Mayarchuk, Riccardo Parisio Perrotti, Tommaso Pulito, Leonardo Ruta, Michele Sorbino, Manuela Ungaro, Emanuele Vezzoli, Marina Viro, Raffaello Zanieri

## Corto circuito
- Diretto da: Raffaele Mertes ed Elisabetta Marchetti
- Scritto da: Tania Di Martino

### Trama
Risolta finalmente la situazione di Maria si può passare ad indagare a tempo pieno sull'incendio avvenuto alla casa di riposo appena fuori dal paese. Nonostante il momentaneo soggiorno in caserma di alcuni dei residenti ora la situazione sembra essere tornata alla normalità e anche Prosperi può lasciare la cella di sicurezza per tornare a dormire nel suo letto. Dopo la perizia del perito emerge che l'incendio è stato doloso, avvenuto a seguito della manomissione di una presa in una delle camere. Dopo qualche domanda si scopre che la manomissione è avvenuta tra le 10 e le 10:30 di quella mattina. Con l'andare avanti delle indagini, si continua a non capire chi potrebbe aver compiuto un tale lavoro in così poco tempo e senza essere visto, ma in breve tempo la situazione è risolta. Si tratta proprio di uno degli ospiti di Villa lupi che in passato ha fatto l'elettricista e che confesserà di aver voluto creare solo una situazione tale per cui il figlio potesse nuovamente accoglierlo in casa, visto che è troppo orgoglioso per poterlo chiedere. Paola nel frattempo è molto agitata per la questione del trasferimento del quale non si sa niente se non che è impossibile evitarlo. La carriera da bella statuina dietro una scrivania non l'alletta per niente e quasi pensa di congedarsi dall'arma, ma nel frattempo c'è da sorvegliare un'altra brutta situazione: la presenza di bracconieri nelle campagne intorno alla cittadina. L'allarme viene dato proprio dal guardiacaccia dopo il ritrovamento di un daino morto. Lo stesso Alvaro Santini la mattina dopo verrà colpito nel bosco da una cartuccia di fucile. Due bracconieri vengono fermati e fra loro si cerca il responsabile. Alla fine arriva la convocazione a Roma per Paola, Capello delega l'informazione a Ferri che comunicherà la triste notizia la sera stessa con un enorme mazzo di fiori: si deve presentare entro 10 giorni.
- Altri interpreti: Michele Carli, Maurizio Casté, Laura Chiatti, Rosario Fortuna, Giuseppe Lencioni, Maurizio Marchetti, Barbara Mautino, Yuliya Mayarchuk, Walter Nudo, Francesca Nunzi, Riccardo Parisio Perrotti, Tommaso Pulito, Riccardo Rapicetti, Michele Sorbino, Massimo Tarducci, Manuela Ungaro, Virgilio Vincenzoni
- Nota: il personaggio interpretato in questo episodio da Walter Nudo è diverso da quello della stagione 6

## Caccia grossa
- Diretto da: Raffaele Mertes ed Elisabetta Marchetti
- Scritto da: Tania Di Martino

### Trama
Si continua ad indagare su chi avrebbe potuto aver ferito Alvaro Santini. Il circolo di caccia viene completamente messo sottosopra: tutti i fucili e le licenze dei membri sono sequestrati e anche le abitazioni controllate. Si cerca anche nel passato del giovane guardiacaccia che con il fare del dongiovanni potrebbe aver scatenato gelosie tra i mariti, ma anche nella sua futura moglie. Nel frattempo Paola è sempre più agitata, manca meno di una settimana alla partenza per Roma e ogni cosa le fa pensare che presto dovrà abbandonare il suo lavoro "sul campo" per uno dietro ad una scrivania che certamente non ama e non vuole. Anche Gioia non se la passa bene. Il corso di studi sta giungendo alla fine e ora deve presentare la tesina conclusiva, ma per stemperare la tensione si organizza una cena al casale di famiglia. Dalle analisi del fucile si scopre che ad aver sparato è stato quello del signor Quadrini, ma l'uomo ha un alibi di ferro e anche la moglie. Si cerca così chi altro può aver avuto accesso alla sua auto e la risposta è preso data: la segretaria del circolo, Teresa, era lei infatti a tenere le chiavi mentre i soci erano fuori a caccia e presto confesserà di averlo fatto per vendetta: anche a lei Alvaro aveva promesso di lasciare la fidanzata per sposarla. L'esame di Gioia va a gonfie vele, ma la cena deve essere rimandata, tutti vengono avvisati ma per problemi di segnale la telefonata tra Andrea e Capello cade prima che possa capire che non se ne fa più niente. Paola e Ferri si recano così al casale e tra la malinconia per l'imminente partenza e una bottiglia di vino di troppo finiscono per fare l'amore.
- Altri interpreti: Laura Chiatti, Walter Nudo. Francesca Nunzi, Margherita Peruzzo, Massimo Tarducci, Virgilio Vincenzoni
- Nota: il personaggio interpretato in questo episodio da Walter Nudo è diverso da quello della stagione 6

## Una partita importante
- Diretto da: Raffaele Mertes ed Elisabetta Marchetti
- Scritto da: Carlo Mazzotta

### Trama
Prosperi accompagna Jessica a vedere una partita di calcio di suo cugino, ma proprio in quest'occasione un ragazzo sviene in campo dopo uno spintone di un suo compagno e viene portato all'ospedale. Dalle analisi emerge che si tratta di doping. Il ragazzo si è sentito male a seguito dell'assunzione di anfetamine. Altro fatto strano dopo qualche giorno a casa Bernardi spariscono anche tutti i gioielli di famiglia e la madre sporge denuncia nel timore che il figlio possa aver commesso qualche altra sciocchezza. Nel frattempo Paola è a Roma, in caserma ne sentono tutti la mancanza ma è soprattutto Andrea a soffrirne: ogni tanto qualche messaggio con la ragazza ma niente di più. A Roma Paola deve infatti litigare con la burocrazia, riesce con fatica a farsi convocare dal superiore per parlare del suo trasferimento ma questo freddamente la congeda. Dopo pochi giorni però Paola ferma uno scippatore e viene convocata nuovamente dal Colonnello. Il caso del ragazzo si concluderà con la scoperta di un brutto giro intorno all'allenatore. Essendo un ex calciatore si è costruito intorno a sé una serie di raccomandazioni a pagamento e anche le anfetamine sono state fornite da lui ma a mettersi nelle sue mani non è stato il ragazzo, come si pensava, ma il padre che sognava un futuro da calciatore per il figlio. Dopo l'arresto dell'allenatore, Ferri chiama Paola per l'ennesima volta per chiederle se ci sono novità: il colonnello ha deciso di riconfermarla a Città della Pieve.
- Altri interpreti: Valerio Bergesio, Raimondo Bottiglieri, Bilel Boughattas, Roberto Colangeli, Roberto Elena, Simone Fanone, Giovanni Fiorani, Antonio Marziano, Yuliya Mayarchuk, Pierluigi Misasi, Francesco Moschini, Leda Panaccione, Valerio Puri, Vito Rigato, Barbara Scoppa, Michele Sorbino, Valentina Tonolo, Manuela Ungaro, Marco Zangardi

## Fantasmi del passato
- Diretto da: Raffaele Mertes ed Elisabetta Marchetti
- Scritto da: Luigi Spagnol e Daniele Falleri

### Trama
Andrea e Paola si recano nuovamente al casale di Gioia per cercare una collanina smarrita dalla ragazza l'ultima volta. Purtroppo la visita dura poco per via di una rapina avvenuta presso un benzinaio. Richiamati in caserma dal Capitano Ranieri, vengono informati che si tratta solamente dell'ultima di più rapine avvenute negli ultimi giorni, tutte apparentemente compiute dalla stessa mano. Nel compiere un sopralluogo presso tutti gli altri distributori della zona, Paola e il brigadiere Testa assistono ad un'altra rapina che vede però una vittima, una ragazza giunta proprio in quel momento in motorino, che viene colpita da un proiettile vagante e finisce in coma. Da quel momento Luigi non si dà pace e si scopre che nel suo passato c'è una storia molto simile che ha però visto coinvolta la sua fidanzata morta sul colpo. Per il reato vengono sospettati due gommisti dopo che questi compiono una sospetta denuncia dell'automobile coinvolta nella rapina avvenuta presso la loro attività. Dal pedinamento emergono infatti situazioni poco chiare che li vedono coinvolti in un brutto giro, ma i carabinieri restano sulle loro tracce per avere delle prove con cui poterli incastrare.
- Altri interpreti: Gabriele Bocciarelli, Andrea Cagliesi, Gianni Conti, Nica Criscuolo, Andreina Damiani, Gianni Franco, Raffaele Gallo, Rossella Gardini, Mario Gigantini, Yuliya Mayarchuk, Simone Mori, Maurizio Nicolosi, Masha Sirago

## La resa dei conti
- Diretto da: Raffaele Mertes ed Elisabetta Marchetti
- Scritto da: Luigi Spagnol e Daniele Falleri

### Trama
Il caso dei fratelli Boschetti è ben lontano dall'essere concluso: uno dei due è scomparso da giorni e comunque non si è ancora capito per chi lavorano se non che si chiama Pedro, come emerge dalle intercettazioni telefoniche. Dopo lunghe indagini si scoprirà che il fratello rapito era nelle mani di questo Pedro, che nel frattempo è stato identificato, al solo scopo di estorcere all'altro altri favori per la rapina che l'organizzazione aveva in mente: era infatti in progetto un grosso colpo presso una banca della quale avevano le piantine e proprio per questo motivo hanno organizzato tutte quelle rapine ai benzinai che avevano il solo scopo di finanziare l'altra operazione. Per aver scovato i criminali l'intera caserma riceve grossi complimenti dal Capitano Ranieri e dall'intero Comando generale c'è però da indagare sull'operato poco ortodosso di Testa, che più di una volta ha disobbedito agli ordini e per questo potrebbe essere soggetto a provvedimento. Nel frattempo arriva in caserma anche Giovanni con un altro dei suoi strampalati problemi: questa volta confessa che Pippo gli ha rubato la fidanzata. Pippo racconterà infatti di essersi iscritto ad un'agenzia matrimoniale Cuori solitari ma la stessa ragazza che gli è stato proposto di incontrare è stata assegnata anche a Giovanni, anche lui presentatosi all'agenzia. Crea inoltre dei dubbi nel Maresciallo Capello e in Ferri il fatto che solo per l'iscrizione fosse stato richiesta a Pippo la somma di 1000 € e altri ancora gli sarebbero stati chiesti se non si fosse già allontanato.
- Altri interpreti: Gabriele Bocciarelli, Andrea Cagliesi, Nica Criscuolo, Silvia Ferreri, Yuliya Mayarchuk, Simone Mori, Maurizio Nicolosi, Tommaso Pulito, Michele Sorbino, Manuela Ungaro

## Cuori solitari
- Diretto da: Raffaele Mertes ed Elisabetta Marchetti
- Scritto da: Miranda Pisione

### Trama
Si continua ad indagare sull'agenzia matrimoniale e si scopre che tutte le ragazze proposte ai vari clienti erano in realtà la stessa persona anche se con un diverso taglio di capelli, un diverso nome, ecc. e che verso l'agenzia erano già state sporte diverse denunce in tutta l'Umbria ma sempre ritirate. Leo va così sotto copertura ad iscriversi all'agenzia per interpretare il classico pollo da spennare e scoprirà come la ragazza stessa sia vittima di una minaccia che la costringe ad interpretare quella parte e che da tempo sta cercando di allontanarsi, il che le ha provocato diversi problemi provocati proprio dal titolare dell'agenzia che in realtà puntava a far investire i giovani rampolli in fantomatici cantieri che avrebbero dovuto garantire all'ipotetica coppia un sereno futuro insieme. Tra Andrea e Paola i rapporti sono sempre più tesi un po' per il segreto che lega la ragazza a Testa, un po' per la gelosia che Andrea prova per la loro complicità e un po' per colpa del fatto che Paola stessa è la prima ad ammettere che per loro non può esserci futuro per il lavoro stesso che hanno. Anche Gioia non se la passa bene: un minuto dopo aver cambiato la sacca per la trasfusione ad una ragazza la stessa va in shock anafilattico. La sacca era del gruppo sanguigno sbagliato.
- Altri interpreti: Luca Amorosino, Giuseppe Antignati, Cinzia Bonfantini, Renato Campese, Mario Colucci, Clemenza Fantoni, Ilaria Giovani, Gianfranco Maria Guerra, Emanuela Manni, Giovanni Orlandi, Monica Vallerini, Gaetano Varcasia

## Senso di colpa
- Diretto da: Raffaele Mertes ed Elisabetta Marchetti
- Scritto da: Claudio Corbucci ed Emanuela Rossi

### Trama
Dopo la morte di Laura incominciano le indagini di rito prima di dover accusare Gioia di omicidio colposo. Sentendo tutte le opinioni sulla ragazza ne emerge un quadro estremamente positivo: ragazza ordinata, lavoratrice e anche studiosa e proprio questa diligenza l'ha portata a compiere forti discussioni con il proprio datore di lavoro, un notaio della cittadina, per la misteriosa scomparsa del testamento della signora Bianchini. Col passare del tempo si scopre anche che il giovane nipote della signora Bianchini è un rampollo viziato e senza scrupoli che, dopo aver scoperto che la zia voleva rendere unica erede del suo patrimonio un'associazione benefica, complotta con il notaio in modo da far sparire la carta e dividersi loro le ricchezze della zia. Il notaio finirà quindi per confessare che è stato proprio lui a cambiare la sacca di sangue in ospedale vista l'intenzione della ragazza di denunciarlo dopo aver saputo tutta la storia. Per Gioia è sicuramente un sollievo sapere di non essere lei la responsabile della sua morte, ma questo l'ha turbata al punto tale che decide di non tornare più al lavoro, non sentendosi più preparata per questa professione e partire per Londra per un corso di perfezionamento. Nel frattempo le discussioni tra Testa e Ferri si fanno sempre più accese. In prima linea c'è la tendenza a disobbedire alle regole di Testa ma in fondo in fondo anche la gelosia di Andrea nei confronti di Paola fa la sua parte.
- Altri interpreti: Gemma Andreini, Maurizio Ballesio, Gianfranco Busillo, Martina Carpi, Giuseppe Celentano, Alessandro Corbani, Clemenza Fantoni, Andrea Garinei, Alessia Ghiani, Ilaria Giovani, Gianfranco Maria Guerra, Augustine Imevbore, Marta Meloni, Giovanni Orlandi, Daniela Scarlatti, Gaetano Varcasia

## Un'espressione luminosa
- Diretto da: Raffaele Mertes ed Elisabetta Marchetti
- Scritto da: Isabella Franconetti e Mauro Marsili

### Trama
Si indaga sull'insegnante Parise dopo che uno dei suoi allievi l'ha denunciata per molestie. Le indagini prendono due direzioni diverse. Da un lato la sua vita "scolastica" dall'altra quella "politica" in quanto la donna è anche assessore in comune. Presso la scuola tutti gli allievi sembrano parlar bene della professoressa, donna un po' atipica per il suo modo di fare poco tradizionalista. L'unico che difende Alessandro, il ragazzo che ha sporto la denuncia, è Damiano Lodati, bulletto della scuola che sembra aver preso il suo compagno sotto la sua ala protettiva. Ancor prima di riuscire a concludere quest'indagine i Carabinieri riescono a giungere al termine di un'altra che si portavano dietro da molto tempo. Vengono infatti fermati 4 uomini che da tempo tenevano una bisca clandestina in paese, ma proprio nel condurli in caserma per prendere le generalità si scopre il rapporto tra uno di loro e il giovane Lodati. Con un po' di pressione Damiano confessa: sia lui che Alessandro avevano preso parte alla bisca e in due avevano accumulato un debito di 6000 € che gli era stato promesso che sarebbe stato estinto se loro avessero messo in piedi tutta quella sceneggiata. Il motivo era, come giustamente intuito da Ferri, di tipo politico: le decisioni prese dalla donna per il suo assessorato che hanno visto l'impresa di uno dei mandanti danneggiata per l'esclusione da una gara pubblica. Il caso sembra essere risolto, ma poco fuori dal centro della cittadina una donna viene rapita. Per fortuna c'è Gigante nei paraggi che assiste alla scena. Nel frattempo i rapporti tra Testa, Ferri e Paola si fanno visibilmente più tesi di giorno in giorno. Paola sta incominciando a conoscere meglio Luigi e ad avere con lui una bella amicizia, Andrea ormai sembra non nascondere neanche più di essere geloso, con Testa non fa altro che discutere e con Paola non vuole neanche parlare.
- Altri interpreti: Gianfranco Busillo, Giuseppe Celentano, Gabriele De Luca, Daniele Giulivi, Lesly Juliana Lima Leite, Yuliya Mayarchuk, Marta Meloni, Anna Maria Moroni, Maurizio Perugini, Nino Prester, Sergio Domenico Ricci, Daniela Scarlatti, Manuela Ungaro, Nicolas Vaporidis

## Lo scontro
- Diretto da: Raffaele Mertes
- Scritto da: Claudio Corbucci ed Emanuela Rossi

### Trama
Leo, Luigi e Romanò trovano una rocca abbandonata dove dei ragazzini consumano resti di sigarette e birra lasciate dai rapitori della Cardini. Curiosa è la marca delle sigarette. In questa stalla era stata tenuta la donna sequestrata. Fa la sua prima apparizione il magistrato Claudia Morresi che segue le indagini, Ferri non sembra indifferente al fascino della donna. Nel frattempo il marito della rapita, visto anche il blocco dei beni, disperato, chiede i soldi del riscatto ad uno strozzino che glieli procura subito, ma i carabinieri arrivano prima. In caserma continuano gli attriti tra Andrea e Luigi, Paola cerca di stare vicino a quest'ultimo. Mentre Paola e Luigi sorvegliano la villa, la governante trova nella posta un pezzo della gonna della signora nella cassetta della posta, spedita dai rapitori. La signora Cardini soffre di epilessia, i carabinieri tengono sotto controllo tutte le farmacie della zona poiché i rapitori dovranno procurarsi il farmaco salva vita per la signora. I sospetti ricadono sulla baby sitter della casa, Susan, che ha lavorato per molto tempo a Panicale, da dove viene la macchina usata per il rapimento.
Le indagini si concluderanno con la liberazione della sequestrata tenendo sotto controllo le farmacie che vendono medicinali adatti a curare l'epilessia, malattia di cui la donna soffre. Dietro segnalazione del farmacista, il brigadiere Testa insegue uno dei rapitori fino al luogo della detenzione. Qui ingaggia una sparatoria che si conclude con il ferimento del carabiniere Vitali. Tale fatto provoca uno scontro tra il maresciallo Ferri e Testa: il maresciallo, fuori di sé, aggredisce l'altro, accusandolo di non essersi attenuto ai regolamenti e di aver rischiato di far uccidere la collega. Dopo aver soccorso la donna, si reca dal Maresciallo Capello per fare rapporto sull'accaduto e provocando la sospensione del brigadiere. Quando Paola lo raggiunge per ringraziarlo di averle salvato la vita, l'uomo è ancora furioso con Testa e lei lo accusa di non saper perdonare. Carlo continua a corteggiare Jessica pensando di farle un regalo per il compleanno, decide di comprarle una borsa, ma Bini e Prosperi nella borsetta scoprono della cocaina.
- Altri interpreti: Andrea Riccardo Bruschi, Luciano Casaredi, Lesly Juliana Lima Leite, Alessandro Mengalli, Anna Maria Moroni, Antonio Pedoto, Nino Prester, Raffaello Zanieri

## Regalo pericoloso
- Diretto da: Raffaele Mertes ed Elisabetta Marchetti
- Scritto da: Riccardo Chelli

### Trama
I rapporti tra Testa e Ferri sono andati completamente in malora dopo l'incidente provocato da Luigi dal quale Paola è uscita ferita ad un braccio, e per questo l'uomo è stato sospeso dal servizio attivo. Andrea tenta di spiegarsi con la ragazza, dicendole che "Luigi non ha ancora imparato la cosa più importante, mai mettere a repentaglio la vita degli altri, soprattutto la tua", ma lei non sente l'ultima parte della frase e continua ad essere arrabbiata per l'atteggiamento troppo severo che il Maresciallo ha avuto nei confronti di Luigi. In caserma si fa sempre più presente la figura del nuovo magistrato Claudia Morresi, donna giovane ma determinata nel suo lavoro, quasi fredda. Dopo che Carlo ha trovato della droga nel doppio fondo della borsetta che aveva comprato per il compleanno di Jessica partono delle indagini che portano a pedinare l'uomo che al mercato cittadino gli ha venduto la borsetta, ma anche i proprietari della bancarella vicina alla sua, visto che una sostanza uguale a quella da loro impiegata per i loro prodotti artigianali è stata ritrovata sulla borsa stessa. Solo dopo che Mirna confesserà di essere stata minacciata da Olivia, la proprietaria della bancarella in questione, affinché rintracciasse a Città della Pieve l'uomo che aveva comprato quella borsa finalmente arriva la svolta alle indagini. La coppia infatti era solita vendere droga e nasconderla nelle borse della bancarella vicina alla loro in modo che ai loro clienti non serviva altro che prendere il prodotto in questione per avere la loro merce precedentemente pagata. Il sistema era molto ingegnoso, ma non avevano previsto che qualcuno potesse scegliere una borsa come quella. Nel frattempo arrivano in caserma molte telefonate consecutive di un ragazzo che minaccia di volersi suicidare, ma non lascia alcun indizio per poterlo rintracciare. Si penserà ad uno scherzo fino al momento in cui arriva a chiedere aiuto una donna che ha trovato sul letto del figlio un biglietto con il quale dice addio alla famiglia prima di compiere il gesto. Solo a quel punto, e con l'aiuto di Giovanni, è possibile rintracciare il luogo dal quale il ragazzo faceva le telefonate. La corsa terminerà alla cabina telefonica davanti alla chiesa dove il ragazzo verrà trovato con le vene recise.
- Altri interpreti: Luciano Casaredi, Marco Cortesi, Marina La Rosa, Yuliya Mayarchuk, David Sef, Andreina Tagliafico

## Nuovi arrivi
- Diretto da: Raffaele Mertes ed Elisabetta Marchetti
- Scritto da: Roberta Colombo e Riccardo Chelli

### Trama
Di prima mattina arrivano le buone notizie: Testa viene reintrodotto in servizio attivo, e questa volta sembra aver capito i propri errori. Ferri controlla i tabulati della caserma per vedere quante telefonate ha fatto Maurizio prima di tagliarsi le vene. Decide anche, insieme a Paola, di andarlo a trovare in ospedale e mentre sono lì Maurizio ha una crisi e grida il nome di 'Francesca', una delle ragazze del centro dove era ricoverato fino a qualche tempo prima. Sempre in mattinata i signori Todini vanno in caserma per denunciare la scomparsa di loro figlia Francesca, la stessa Francesca di prima. Testa inoltre riconosce dalla foto la ragazza, che all'alba era passata davanti alla caserma, ma non era voluta entrare. Tra un'indagine e l'altra Paola sta incominciando a nutrire un filo di gelosia nel confronti del Magistrato Morresi che sembra essere sempre più interessata al Maresciallo Ferri con il quale però le cose non vanno molto bene. Lui ancora non sopporta Testa e non cede ad ammettere di aver reagito esageratamente facendogli rapporto, lei vorrebbe spingerlo a parlargli, ma dal canto suo anche Luigi non si muove in tal direzione, rimanendo come al solito freddo, distaccato e anche arrogante. Francesca verrà ritrovata sulla barca dell'istituto neurologico presso il quale lavorava come assistente sociale, ma ciò che non si poteva immaginare è che era fuggita non da Maurizio, ma da Sergio, suo fratello, che da tempo la molestava arrivando una volta anche a picchiarla. Maurizio aveva così tentato il suicidio per paura di Sergio, avendo visto ciò che era stato capace di fare.
- Altri interpreti: Paolo Calabresi, Marco Cortesi, Sergio Forconi, Laura Gualtieri, Evelina Manna, Ciro Masella, Luigi Saravo, Enzo Stoico, Andreina Tagliafico, Barbara Terrinoni, Valeria Viti

## Protezione pentiti
- Diretto da: Raffaele Mertes ed Elisabetta Marchetti
- Scritto da: Carlo Mazzotta

### Trama
Fin dalla prima mattina il Maresciallo Capello ha visite in ufficio: si tratta di due marescialli del nucleo di protezione che hanno appena trasferito la famiglia di un collaboratore di giustizia da Palermo a Città della Pieve. Da ora la famiglia di Corcione è sotto la responsabilità della caserma della cittadina. Purtroppo la questione non è ben digerita da tutti e tra i più contrari c'è Testa nel cui passato c'è la storia dell'omicidio della sua fidanzata proprio per mano di un collaboratore di giustizia che compiva una rapina. Mentre la famiglia Santarosa riprende il suo naturale stile di vita, Testa nota una figura un po' troppo presente nei luoghi da loro frequentati. Sia davanti alla scuola dei figli che al cantiere del cognato è infatti presente un venditore ambulante che dalle indagini risulta provenire proprio dal paese d'origine della banda mafiosa contro cui sta per testimoniare Corcione. Anche se rimproverato per l'ennesima iniziativa personale, l'indagine di Luigi sembra portare ad una buona pista soprattutto dopo uno strano incidente al cantiere che vede proprio Giacomo Santarosa tra i feriti. Problemi di famiglia anche per Gigante, che viene colto dalla moglie mentre era con Mirna, ma anche per Mura, ultimamente sempre più cupo e con apparenti problemi economici che lo porterebbero a vendere anche il proprio appartamento per mantenere gli studi del figlio. Dopo le indagini del RIS emerge che l'incidente al cantiere non è stato volontariamente causato, le indagini così si interrompono e anche il nucleo di protezione è dell'idea di non investigare oltre sulla vita dell'ambulante, per non creare alcun genere di sospetto.
- Altri interpreti: Ciro Biondino, Paolo Calabresi, Valter D'Errico, Adriana De Guilmi, Daniela Marazita, Christian Marazziti, Elio Marconato, Yuliya Mayarchuk, Greta Nonni, Virginia Perroni, Giorgio Podo, Stefano Quatrosi, Luca Tassini, Barbara Terrinoni, Manuela Ungaro, Andrea Varletti, Guido Zaccagnini

## L'arresto
- Diretto da: Raffaele Mertes ed Elisabetta Marchetti
- Scritto da: Isabella Franconetti e Mauro Marsili

### Trama
Anche se non si nutrono più dubbi sulla natura dell'incidente al cantiere continua la sorveglianza alla famiglia Santarosa, ed è proprio Testa a rendersi protagonista prima per sospettare di due uomini, dall'accento pugliese, spesso presenti sui luoghi della sorveglianza (e spesso insieme al furgoncino del venditore ambulante) e per credere anche di un'eventuale collaborazione tra la Sacra Corona Unita e la Mafia di Corcione. La sera stessa alcuni cittadini di Città della Pieve chiamano in caserma lamentandosi per dei loro vicini di casa che stanno litigando un po' troppo rumorosamente. Andrea e Paola si recano subito alla villetta dei Valli e la situazione sembra risolta anche se per la casa sembra essere passato un uragano e Vitali sospetta di violenza in famiglia. Il giorno seguente è riservato un gradito ritorno nella cittadina: Capitani è in visita alla caserma per aiutare Bordi con il pc. Pochi minuti dopo però un'emergenza richiama tutti i carabinieri presso una fabbrica in fiamme in ausilio dei Vigili del Fuoco, tranne Luigi, appena rientrato da un turno di notte. Poco dopo però arriva Giovanni per sporgere una delle sue fantasiose denunce nei confronti di "uno straniero" ma che Testa capisce essere pugliese ed essere davanti alla scuola. Vista l'emergenza decide di recarsi sul luogo. Alla fine dei conti aveva proprio ragione Testa: il venditore ambulante e i due pugliesi erano effettivamente a caccia della famiglia Santarosa per intimorire il marito della donna, collaboratore di giustizia. Anche l'incidente alla fabbrica era opera loro: doveva servire per attirare l'attenzione nel momento in cui loro agivano.
- Altri interpreti: Ciro Biondino, Antonio Carli, Piermaria Cecchini, Valter D'Errico, Antonino Di Rosa, Niki Giustini, Daniela Marazita, Christian Marazziti, Yuliya Mayarchuk, Michela Miti, Greta Nonni, Giorgio Podo, Stefano Quatrosi, Alessio Sardelli, Luca Tassini, Manuela Ungaro

## Posta in arrivo
- Diretto da: Raffaele Mertes ed Elisabetta Marchetti
- Scritto da: Claudio Corbucci ed Emanuela Rossi

### Trama
Dopo un primo sospetto sollevato da Pippo i carabinieri iniziano ad indagare sulla gara d'appalto per il bar dell'ospedale, vinta stranamente da un ex parrucchiere con nessuna competenza alle spalle. Altri problemi in ospedale seguono l'incidente avvenuto ad una delle ragazze delle pulizie, che hanno denunciato turni lunghi il doppio imposti dal datore di lavoro. Il dottor Meucci, titolare dell'impresa appaltatrice confessa così l'effettività di questi concorsi truccati ma anche le intercettazioni alla direttrice della struttura ospedaliera sembrano non portare a niente. Probabilmente si è resa conto delle telecamere nascoste o qualcuno l'ha avvisata. Dopo la conclusione del caso della sacra corona unita in caserma si respira un clima più rilassato. Testa è il primo a non essere più così nervoso e anche Ferri sembra essere più comprensivo. La convivenza tra Ferri e Testa non è del tutto pacifica e Paola è ancora divisa tra i due uomini. Emerge intanto che tutti gli atti di affido dell'appalto sono firmati dall'avvocato Valli il quale detiene una relazione clandestina proprio con la direttrice. Sempre seguendo l'avvocato, e grazie alla sua collaborazione, vengono facilmente a galla anche le prove schiaccianti dei traffici della direttrice per truccare le gare e finalmente anche Pippo può tirare un sospiro di sollievo visto che la gara d'appalto viene annullata. A indagine conclusa Andrea e Testa si concedono una finale chiacchierata di chiarimento, quella che Paola tanto ha atteso. Luigi confessa di sentirsi ormai scomodo nella sua divisa, dal momento che si era arruolato solo per poter vendicare la morte della fidanzata, ma, con sorpresa, è proprio Andrea a convincerlo a rimanere nell'arma anche se il suo obiettivo principale è raggiunto, perché, in fin dei conti, si è rivelato anche un buon carabiniere.
- Altri interpreti: Silvia Bartolotti, Antonio Carli, Piermaria Cecchini, Niki Giustini, Yuliya Mayarchuk, Michela Miti, Stefano Nardini, Roberto Nigro, Beatrice Palme, Fabrizio Sabatucci, Antonello Secchi, Michele Sorbino, Roberto Tomassetti

## Appuntamenti
- Diretto da: Raffaele Mertes ed Elisabetta Marchetti
- Scritto da: Luigi Spagnol

### Trama
Dopo che la nipote del sindaco viene in caserma a denunciare il furto del motorino il maresciallo Capello sente forti pressioni sul suo ritrovamento. Il motorino di Annalisa Longhi fortunatamente non tarda a spuntare ma riverniciato e con una nuova targa dopo un incidente di un ragazzino. Dopo la corsa all'ospedale si scoprirà che il ragazzo, Matteo, è molto amico della Longhi stessa ma pare incredibile che il ragazzo abbia potuto sottrarre il mezzo proprio alla migliore amica. Dopo un paio di giorni di ricovero in ospedale però il ragazzo fugge. I genitori si rendono conto che tutti i suoi risparmi sono spariti e Annalisa riceve una lettera proprio da Matteo il quale le confessa di non esser stato lui a rubarle la moto e di dover scappare per un po' dalla città. Si rende ormai ovvia l'ipotesi per la quale Marco ha in realtà solo comprato il motorino e che ora è minacciato da chi glielo ha procurato per il pagamento. Sarà il figlio di Romanò ad avvisare il padre di un pestaggio da parte di tre bulli della scuola verso un ragazzo nello spogliatoio della palestra e a seguito di un inseguimento tutti i ragazzi verranno condotti in caserma dove Matteo confesserà ciò che già si poteva sospettare. Durante uno dei loro soliti screzi Paola e Andrea sono di pattuglia per la periferia della cittadina, Andrea cerca di tenere un dialogo, Paola si mostra molto ingelosita dall'uscita della sera precedente del maresciallo con l'affascinante magistrato Morresi, quando un contadino li ferma segnalando di aver visto un uomo in un burrone. Al momento del ritrovamento l'uomo è morto ma stranamente ha sul braccio un tatuaggio del segno dei gemelli: proprio come quello del proprietario del cellulare con cui Giovanni gira da giorni.
- Altri interpreti: Silvia Bartolotti, Alberto Bertolini, Lucia Chirico, Sandro De Luca, Alfredo Dessì, Michele Errico, Edoardo Fanone, Giuseppe Luciani, Alessandro Macchiaioli, Yuliya Mayarchuk, Silvana Prifti, Alessio Rappoli, Valentina Russo

## La fuga
- Diretto da: Raffaele Mertes ed Elisabetta Marchetti
- Scritto da: Isabella Franconetti e Mauro Marsili

### Trama
Con il ritrovamento dell'uomo iniziano le indagini e la prima mossa è proprio quella di capire dove Giovanni abbia preso il cellulare: le sue risposte portano al luogo dove si è svolto l'omicidio ma questo non è sufficiente. Si cercano allora gli ultimi posti che la vittima ha frequentato a partire dalla discoteca per la quale ha fornito l'impianto stereo fino al ristorante dove ha cenato la sera in cui è stato ucciso. Il tuttofare dello Street rock racconta di una litigata tra i proprietari del locale e lo stesso Steve che ancora non aveva visto alcun pagamento e Gemma aggiunge che gli stessi, in seguito, hanno cenato tutti insieme. Altro luogo visitato è la carrozzeria appena fuori città dove Stefano Riccardi si era recato la sera stessa in cui doveva partire per tornare a casa per far controllare un piccolo malfunzionamento dell'automobile. La carrozzeria è una piccola impresa familiare dove lavorano il titolare stesso e suo genero, mentre Cinzia, la figlia, risponde al telefono e si occupa di tutto il resto. Quella stessa sera Paola, Leo e Luigi scoprono che la ragazza, come secondo lavoro, canta proprio al Street rock e la sua canzone stranamente era stata trovata anche incisa su una musicassetta nell'auto del Riccardi: impossibile che i due non si siano mai visti né conosciuti come dichiarato in precedenza. Alla fine Cinzia e il suo fidanzato confessano: Steve aveva promesso alla ragazza di aiutarla a sfondare nel mondo della musica. Il fidanzato una sera, vedendola uscire, la segue e la vede incontrarsi con Stefano che, dopo un'accesa discussione, finisce a terra picchiando la testa sull'aiuola. Intanto continuano anche le situazioni interne alla caserma. Luigi sembra sempre più attratto da Paola, che però non si rende conto di niente accecata dalla gelosia nei confronti di Andrea, che sempre più spesso frequenta il magistrato per motivi non proprio lavorativi.
- Altri interpreti: Massimiliano Delgado, Claudio Lauria, Francesco Meoni, Carlo Morandi, Emanuela Panatta, Francesco Priami, Emiliano Ragno, Bruno Santini, Michele Sorbino, Marco Spiga

## Sotto shock
- Diretto da: Raffaele Mertes ed Elisabetta Marchetti
- Scritto da: Carlo Mazzotta

### Trama
Mentre Luigi è impegnato a fare una corte sempre più serrata a Paola, che vive in malo modo la novità, Carlo si reca all'anagrafe per rifare la carta d'identità dopo averla smarrita. All'ufficio scoprono però che tutta l'attrezzatura è stata rubata. Dal momento che la porta non è stata forzata e che l'intero ufficio era in ordine si pensa che il colpevole possa essere uno dei dipendenti: le indagini partono proprio dagli assenti di quel giorno. Il primo è un ragazzo, assente per permesso studio che più tardi confermerà la sua tesi. Il secondo assente, senza motivo è De Renzi, addetto alle pulizie che non torna a casa da giorni. La stessa moglie sembra non essere particolarmente preoccupata visto che l'uomo è solito sparire per qualche giorno ma le cose si complicano quando si viene a sapere che anche del fratello, in permesso premio dal carcere, non ci sono notizie. Quando i due uomini verranno fermati il De Renzi impiegato in Comune dichiarerà di aver solamente rubato dei soldi ai suoi colleghi e, per questo, di essersi spaventato alla vista dei carabinieri, ma di essere estraneo al furto delle attrezzature per le carte d'identità. Il caso si risolverà solo nel momento in cui Don Luciano denuncerà la fuga di Mirna dalla sua stanza presso la parrocchia: Gigante sa bene dove rintracciarla e, dopo una tentata fuga, confesserà che, dato il suo nuovo impiego presso la stessa impresa di pulizie che lavora in Comune, era stata minacciata da un gruppo di suoi concittadini invischiati in un traffico di immigrati, affinché rubasse proprio il materiale necessario per falsificare le identità. Paola, sempre più disorientata decide di uscire da sola. Va in un Pub dove Luigi la raggiunge con uno scherzetto che lascerà però la ragazza sempre più senza parole, vista l'ormai inequivocabilità degli atteggiamenti del collega. Decide così di allontanarsi a piedi e lungo la strada per tornare in caserma sorprende un gruppo di ragazzi intenti a molestare una passante. Il carabiniere riesce ad allontanare il gruppo, colpendo uno dei ragazzi e portando al sicuro la ragazza, Sonia, conosciuta poco prima al Pub. Dopo la visita al pronto soccorso Sonia sembra assolutamente intenzionata a mandare in galera i ragazzi che l'avevano aggredita, ma la mattina dopo si rifiuta di firmare la denuncia. Paola sospetta che qualcuno possa averla minacciata. Nello stesso momento i Carabinieri vengono anche a conoscenza della notizia che il ragazzo colpito da Paola la sera prima è anch'esso ricoverato in ospedale e dichiara, riguardo alla sera prima, di essersi avvicinato al gruppo solo per venire in soccorso alla ragazza. Per questo motivo il magistrato Morresi ha aperto un'inchiesta e al più presto Paola riceverà un avviso di garanzia.
- Altri interpreti: Lorenzo Balducci, Lorenzo Biscotti, Ulisse Borgia, Alessio Caruso, Sara Ceccarelli, Stefano Chiappi, Gianna Coletti, Gabriella Franchini, Roberta Giarrusso, Daniele Gori, Michele Maisano, Yuliya Mayarchuk, Stefano Miceli, Nadir Mura, Riccardo Nymiller, Carmine Recano, Davide Ricci, Luciano Roffi, Orvelio Scotti

## Lesioni permanenti
- Diretto da: Raffaele Mertes ed Elisabetta Marchetti
- Scritto da: Claudio Corbucci ed Emanuela Rossi

### Trama
Dopo l'apertura delle indagini nei confronti di Paola il maresciallo Capello è costretto ad affidargli solo lavoro d'ufficio, ma lei non se ne fa una ragione e va su tutte le furie. Ovviamente non spetta agli uomini di città della Pieve tenere le indagini, ma fortunatamente sono riusciti ad ottenere almeno la possibilità di parteciparvi. Il ragazzo ferito dall'ospedale continua a confermare la sua tesi ma nessuna prova per ora dà ragione all'una o all'altra parte. Le prime domande alla ricerca della verità vanno poste a chi era con lui prima dell'accaduto in modo da verificare la sua storia secondo la quale al momento dell'aggressione a Sonia Martini stava tornando a casa da solo dopo la partita a basket. I suoi compagni del basket confermano che era con loro quella sera ma non ricordano a che ora è andato via, se non che l'ha fatto prima di tutti gli altri. Non rimane altro da fare che andare a chiedere al titolare del Pub se ricorda qualche faccia che ha seguito la ragazza ma, vista la confusione del locale, anche questa traccia va a vuoto se non per il fatto che anche Andrea viene a conoscenza del fatto che Luigi era con Paola e l'ha lasciata da sola. Il maresciallo non sa più a cosa credere, vorrebbe aiutare Paola ma nessun indizio è a suo favore e nel frattempo il rapporto con la Morresi diventa sempre più teso, visti i rispettivi ruoli nella vicenda. Una svolta, negativa, alle indagini, arriva nel momento in cui il signor Fabbretti va in caserma a sostenere l'ipotesi del Dominici: si ricorda perfettamente che a mezzanotte di quella sera, mentre portava fuori il cane, ha visto il ragazzo passare e andare verso casa sua, da solo. Finalmente Sonia si convince a parlare con carabinieri e magistrato ma non solo non sporge denuncia ma non ricorda neanche di aver visto Dominici tra i suoi aggressori. Dopo tutte queste prove contro la fermezza e decisione del giovane carabiniere incominciano a vacillare. Non si sente più così sicura di sé, ma per fortuna ha Andrea vicino che le giura di scoprire tutta la verità e aiutarla ad uscire da quella vicenda. Luigi da lontano vede la scena, non può essere altro che geloso, ma gira i tacchi per non farsi vedere. Brutte notizie dall'ospedale: Dominici ha perso 8 diottrie. L'accusa per Paola ora è lesioni permanenti.
- Altri interpreti: Lorenzo Balducci, Arianna Binaglia, Mauro Bosco, Annunziata Di Somma, Giuliano Ghiselli, Roberta Giarrusso, Marcaurelio Gouin, Yuliya Mayarchuk, Franco Ravera, Luciano Roffi, Guido Roncalli, Pierpaolo Sovran, Sergio Tardioli, Gianmarco Trevisanello, Pierfrancesco Villaggio, Enzo Vitagliano

## Un possibile spiraglio
- Diretto da: Raffaele Mertes ed Elisabetta Marchetti
- Scritto da: Isabella Franconetti e Mauro Marsili

### Trama
Cercando di smuovere un po' le indagini e scoprire la verità Testa e Gigante vanno a parlare con Monica che però non può aiutarli non essendo riuscita a sapere niente di nuovo dall'amica Sonia. Le indagini proseguono allora verso le chiavi dell'auto ritrovate sul luogo dell'aggressione: vista la particolarità del modello è molto probabile che il proprietario si sia rivolto a qualche meccanico locale per avere un duplicato: così è! L'auto risulta intestata al professor Ferraris, sicuramente non è uno dei ragazzi coinvolti nell'aggressione ma è il caso di sentire se ha qualcosa da dichiarare sulla faccenda. Ovviamente non ne sapeva niente, ma senza volerlo ha rivelato un dettaglio fondamentale: quella sera l'auto la stava usando suo figlio, che ha perso le chiavi sulla strada di casa. Necessario controllare il ragazzo che in men che non si dica riesce a indicare involontariamente i nomi dei suoi complici. I ragazzi vengono tutti condotti in caserma dopo una tentata fuga e anche se è difficile farli parlare, presto, arriveranno ad accusarsi tra di loro. Dopo la chiusura del rapporto con la Morresi, Andrea pare essere particolarmente più freddo e distaccato nei rapporti di lavoro e nei confronti del magistrato tanto da condizionare certe scelte operative, poco consone all'operato preferibile al PM. Nettamente migliorati sono invece i rapporti con Paola, che sempre più frequentemente arriva a dubitare di se stessa e chiede aiuto a chi la circonda. Dal canto suo però anche lei cerca di smuovere la situazione arrivando a supplicare Monica di riuscire a farla parlare con Sonia, convinta di essere in grado di convincerla a denunciare l'accaduto. La mattina seguente la Martini viene convocata in caserma, visto lo stato di fermo dei ragazzi è necessario richiederle se intende fare denuncia. La ragazza rimane però ferma sulle sue convinzioni: vuole dimenticare l'accaduto e sull'identità dei suoi aggressori non ricorda niente. Vista la situazione il PM ritiene necessario disporre un rinvio a giudizio per il carabiniere Vitali. Nel frattempo un vicino di casa di Romanò viene colpito da un proiettile nella sua abitazione. Il colpo pare provenire da una villetta adiacente di proprietà di un certo Bruno Beltrami, metronotte, che però non viene trovato in casa, una volta arrivati i rinforzi. Grazie ad un'intuizione di Romanò l'uomo viene trovato al ristorante di Gemma e condotto in caserma. Il colpo di scena finale lo danno Andrea e, come al solito senza volerlo, Giovanni. Il primo andando a parlare con l'ex datrice di lavoro di Sonia scopre che il padre di Dominici è un cliente dello studio commercialistico: è quindi probabile che i due già si conoscessero. Giovanni arriva invece in caserma a presentare la sua ultima novità: Mercoledì, il suo cane! Nato dalla cucciolata del cane di Fabbretti proprio un mercoledì notte, il mercoledì dell'aggressione a Sonia Martini.
- Altri interpreti: Massimiliano G. Benvenuto, Daniele Bertolozzi, Mauro Bosco, Francesca Buracchi, Nicole Calabrese, Sara Ceccarelli, Annunziata Di Somma, Edoardo Fanone, Antonio Ferrante, Pieraldo Ferrante, Roberta Giarrusso, Daniele Gori, Marcaurelio Gouin, Gabriele Mezzetti, Franco Ravera, Carmine Recano, Davide Ricci, Corrado Solari, Pierpaolo Sovran, Sergio Tardioli

## Il momento della verità
- Diretto da: Raffaele Mertes ed Elisabetta Marchetti
- Scritto da: Luigi Spagnol

### Trama
Mentre Paola è appostata sotto casa di Dominici, Andrea e Carlo arrivano, in veste ufficiale, a ricordarle che dovrebbe essere più estranea possibile all'indagine. In realtà i carabinieri erano stati chiamati sul luogo da una arzilla vecchietta con l'insonnia insospettita dall'auto ferma da molte ore, felice è l'intuizione di Paola che consiglia di andarle a chiedere cosa ricorda sulla notte della tentata violenza e in effetti ricorda benissimo che Fabbretti non portò in giro il cane visto che stava partorendo. Nel frattempo continuano anche le indagini relative al vicino di casa di Romanò fermato dopo gli spari. L'uomo confessa di avere effettivamente cattivi rapporti con il ferito ma di non aver mai neanche pensato di sparargli. Domande vengono poste anche alla fidanzata, unica persona ad avere le chiavi di casa e, eventualmente, a poter sparare. Purtroppo la situazione non è facilmente risolvibile. Fabbretti viene convocato in caserma, gli viene fatto notare che sul suo conto corrente sono recentemente entrati 10000 €, e dopo qualche tentennamento confessa di esser stato pagato per venire a rendere quella dichiarazione, ma di essere comunque sicuro dell'innocenza del giovane Dominici, visto il rispetto che nutre verso il padre. I ragazzi fermati nei giorni precedenti ancora non fanno il nome di Dominici anche se risulta ormai chiaro che, almeno, si conoscessero. Il PM, di conseguenza, continua a sostenere il bisogno di rinviare a giudizio Paola, visto che in un modo o in un altro, prove a carico del ragazzo, non ce ne sono, Andrea visibilmente alterato, parte in una diretta difesa ma il magistrato Morresi lo accusa di parzialità. In ospedale per altri motivi, Andrea incontra Sonia Martini e le chiede conferma della ricezione dell'invito fatto dal PM per far incontrare le parti sul luogo della tentata violenza, la ragazza sembra titubare ma accetta di comparire ed effettivamente l'incontro ha effetto. Una volta ricostruiti gli avvenimenti Sonia, infatti, ha ben chiaro come si sono svolti i fatti e ricorda proprio il ragazzo tra gli aggressori. Dichiara anche che, il padre del ragazzo, come invito a non ricordare le aveva anche offerto il contratto a tempo indeterminato per il lavoro per il quale era solo in prova. Rese le dichiarazioni, il magistrato inoltra al GIP la richiesta di chiusura delle indagini riguardo al carabiniere Vitali perché il fatto non sussiste. Le indagini riguardanti Bruno Beltrami arrivano ad una svolta, non immediatamente colta, nel momento in cui Cesare Giorgi tenta il suicidio. È possibile collegare l'uomo al Beltrami attraverso il legame di parentela che unisce la moglie del Giorgi, con Mariagrazia, la fidanzata di Beltrami. Nel momento in cui il Giorgi viene dimesso dall'ospedale ad attenderlo ci sono gli amici di Celsi, condotto così in caserma, dopo qualche tentennamento confesserà di esser stato proprio lui a sparare, condividendo con il Celsi qualche attività illecita dalla quale però voleva allontanarsi e di aver tentato il suicidio non riuscendo a sopportare il carico morale che la sua azione aveva comportato. Dal momento in cui Paola è tornata liberamente in servizio Andrea continua a lanciarle frecciatine che però lei non sembra cogliere, anche nel momento in cui è lo stesso Luigi, suo malgrado, a fargliele notare.
- Altri interpreti: Lorenzo Balducci, Massimiliano G. Benvenuto, Arianna Binaglia, Francesca Buracchi, Nicole Calabrese, Edoardo Fanone, Roberta Giarrusso, Daniele Gori, Carlo Greco, Raffaella Mennoia, Antonio Obino, Tommaso Pulito, Carmine Recano, Davide Ricci, Luciano Roffi, Corrado Solari, Michele Sorbino, Sergio Tardioli, Manuela Ungaro, Lauro Versari, Enzo Vitagliano, Giulia Weber

## Luogotenente
- Diretto da: Raffaele Mertes ed Elisabetta Marchetti
- Scritto da: Roberta Colombo

### Trama
Di primissima mattina arriva in caserma la notizia ufficiale che il GIP ha emesso provvedimento di non luogo a procedere. Paola può finalmente rientrare in servizio attivo ma qualcuno deve comunicarglielo. Andrea va così a cercarla al parco. Data la notizia tra i due sembrano riscoccate le scintille d'un tempo quando Giovanni li interrompe per denunciare la scomparsa del suo cagnolino. Inutile dire che, impietositi, sono andati alla ricerca di mercoledì che si concluderà nelle cantine del centro termale, tra l'altro luogo di altre indagini, più serie, dei Carabinieri a causa di recenti furti ai danni di alcune clienti.
Per far luce sulla vicenda non c'è premio migliore per Paola che essere mandata sotto copertura con Leo. La missione però già non parte molto bene, visto che dopo poco si fanno rubare tutti i gioielli senza neanche avere la minima idea di come abbiano fatto. Dai primi riscontri vengono considerati più elementi quali il fatto che ogni volta si trattava sempre della stessa estetista ma anche la stessa stanza. È proprio questo secondo indizio a far scoprire una seconda porta nascosta da una tenda non propriamente a prova di scasso. Continuano i controlli fino a scoprire che ogni singola volta nella stanza vicina comunicante erano presenti due suore, che è stato facile scoprire, che anche loro così suore non erano e avevano entrambe le donne precedenti per furto. Il caso sembra essere risolto tranne per il ciondolo di Paola che non viene ritrovato tra la refurtiva: è lo stesso Andrea a riscontrare che quella collanina tende a sparire con una certa frequenza.
Nel frattempo Virginia, un'amica del sindaco Panni, denuncia la scomparsa della figlia Eleonora, e quindi il maresciallo Capello ordina ai brigadieri Testa e Gigante di accompagnare la donna a casa a fare un sopralluogo, e lì vengono raggiunti poco dopo dal padre della ragazza. Gigante scopre nella stanza della ragazza delle siringhe che successivamente saranno mandate al RIS per esaminarne il contenuto. Luigi Testa nota una foto sulla scrivania, che verrà consegnata al maresciallo. I carabinieri decidono quindi di interrogare le due amiche di Eleonora, Giorgia Rosito e Silvia Roversi, che dichiareranno di non saperne nulla. Nel frattempo dalla scuola esce Dario che saluta le due ragazze. Il brigadiere Testa riconoscerà il ragazzo perché presente sulla foto. Poco più tardi in caserma si presenta un uomo per denunciare il furto del suo camper; il carabiniere Gigante raccoglie la deposizione scoprendo che in realtà l'uomo è il padre di Silvia.
Il giorno dopo il maresciallo Ferri decide di uscire in borghese con Bini, Testa e Gigante e seguire gli spostamenti dei tre ragazzi: Testa e Gigante inseguiranno Dario mentre Ferri e Bini le due ragazze. Bini noterà che Giorgia ha in mano due libri universitari e poco dopo lo stesso Bini si ricorda che nel reparto di ostetricia c'era una collega di Gioia Capello che si chiama appunto Rosito. A questo punto il maresciallo Ferri chiede a Bordi di verificare. Le due pattuglie inseguiranno i ragazzi fino al camper e qui ferri ordina ai suoi uomini ad andare a prendere i genitori. Ferri e Bini sentendo le grida della ragazza decidono di intervenire e così facendo scopriranno che Eleonora sta per partorire. Sul camper Ferri e Bini saranno informati da Bordi sul telefono che risulta esserci una Rosito nel reparto di ostetricia ed è la madre di Giorgia. A questo punto la ragazza telefonerà a sua madre mettendola in contatto con il maresciallo Ferri. Quest'ultimo tramite l'aiuto dell'ostetrica che è collegata telefonicamente farà partorire la ragazza. I genitori arriveranno poco dopo sentendo i vagiti del neonato. Il maresciallo Capello sarà informato da Bordi, Mura e Romanò che Eleonora è stata ritrovata e che l'hanno portata in ospedale al reparto maternità. Qui la ragazza si farà promettere dai genitori di non denunciare Dario, il padre del bambino. Più tardi inoltre ci sono visite per il Carabiniere Vitali. Si tratta di Sonia passata a salutarla prima di partire per Brescia dove svolgerà l'addestramento per l'arma. Sarà, sul finale, l'omaggio di una nuova collana da perdere a far ritrovare la passione a Paola e Andrea. 
- Altri interpreti: Veronica Bruni, Margherita Corradi, Bruno Crucitti, Roberta Giarrusso, Silvia Hlapse, Saverio Laganà, Georgia Luzi, Riccardo Marani, Chiara Mastalli, Francesca Perini, Aline Pilato, Stefano Sabelli, Gaia Saitta, Gippy Soprani